# 4-й армейский корпус (Великая армия)
4-й армейский корпус Великой армии (фр. 4e corps d'armée de la Grande Armée) — армейский корпус Франции периода наполеоновских войн.

## История корпуса
Образован Наполеоном 29 августа 1805 года из частей, дислоцированных в лагере Сент-Омер, и входивших в состав Армии Берегов Океана. Во главе корпуса был поставлен маршал Сульт. Сыграл одну из ключевых ролей в кампаниях в Баварии, Австрии, Пруссии и Польше. 15 октября 1808 года корпус был расформирован.
Повторно образован 19 апреля 1811 года как Итальянский обсервационный корпус (фр. corps d'observation d'Italie). С 1 апреля 1812 года — 4-й армейский корпус. Принимал участие в Русской кампании.
Перед вторжением в Россию корпус вместе с 3-м кавалерийским корпусом Груши и 6-м армейским (баварским) корпусом Гувьона Сен-Сира составлял отдельную группировку под командованем Эжена де Богарне.
18(30) июня – 19 июня (1 июля) корпус перешел р. Неман у местечка Прены, 24 июня (5 июля) вступил в Новые Троки, откуда выступил на Ошмяны и далее на р. Улла. 10(22) июля в подчинение Богарне передана Баварская дивизия легкой кавалерии. Перейдя р. Улла при Бочейково, войска корпуса 12(24) июля вступили в местечко Бешенковичи (на р. Зап. Двина), в дальнейшем при движении к Витебску имели боевые столкновения с рус. арьергардом при Островно, Какувячине и на р. Лучеса. 17(29) июля корпус прибыл в Сураж. За счет больных и отставших к 20 июля (1 августа) его численность сократилась до 32600 чел. (без учета приданной баварской кавалерии и откомандированных военнослужащих).
11(23) августа Богарне выступил к Вязьме, откуда повернул на Сычевку. С 16(28) августа его авангард имел ежедневные стычки с рус. арьергардом. К 21 августа (2 сентября) корпус насчитывал 23500 чел. и 88 орудий. Двигаясь левее Новой Смоленской дороги, 24 августа (5 сентября) войска Богарне миновали Колоцкий монастырь и встали лагерем на высотах к северу от деревни Валуево.
В Бородинском сражении 26 августа (7 сентября) корпус, усиленный 1-й и 3-й дивизиями 1-го армейского корпуса и 3-м кавалерийским корпусом, составлял левое крыло Великой армии. Утром 13-я дивизия захватила Бородино, а затем, поддержанная Итальянской королевской гвардией, участвовала в отражении рейда Платова и Уварова. 14-я дивизия перешла на правый берег р. Колочь по четырем мостам, построенным инженерами корпуса выше Бородина, действовала против Курганной батареи и в 15 часов овладела ею. В ходе боев 24-26 августа (5-7 сентября) корпус вместе с приданной баварской кавалерийской дивизией потерял убитыми 2 генералов и 37 офицеров, ранеными – 2 генералов и 149 офицеров, а также лишился пяти орудий.
27 августа (8 сентября) к корпусу присоединилась 15-я пехотная дивизия (ок. 6500 чел.). 28 августа (9 сентября) Богарне свернул к Рузе, 30 августа (12 сентября) вступил Звенигород, а 3(15) сентября войска корпуса торжественно вступили в Москву через Тверскую заставу. 15-я дивизия расположилась у Петровского дворца, 13-я дивизия стала лагерем у села Алексеевское, 14-я дивизия – на Бутырках, а Итальянская королевская гвардия – в районе, прилегавшем к Тверской ул. Кавалерия разместилась во Всехсвятском и Останкине, кавалерийская бригада ген. Гюйона и один батальон испанского полка Жозефа Наполеона (из 14-й дивизии) – в деревне Ростокино. 8(20) сентября корпус имел под ружьем 27300 чел.
14(26) сентября отряд генерала Брусье (14-я пехотная дивизия и бо́льшая часть корпусной кавалерии) из состава корпуса был выдвинут в район села Большие Вяземы для охраны Можайской дороги, а 4(16) октября перешел на Новую Калужскую дорогу (в село Фоминское). 13-я пехотная дивизия с 13-й легкой кавалерийской бригадой 23 сентября (5 октября)–1(13) октября предприняла экспедицию к Дмитрову.
7(19) октября основные силы корпуса выступили из Москвы на Калугу в авангарде Великой армии и 9(21) октября соединились в Фоминском с отрядом Брусье. К тому времени корпус насчитывал ок. 25000 чел. при 92 орудиях. 11(23) октября войска Богарне заняли Малоярославец и 12(24) октября геройски действовали в ходе Малоярославецкого сражения, потеряв убитыми и ранеными до 5000 чел. 12(24) октября нач. гл. штаба корпуса стал штабной полковник А. С. Дюррье, а ген. Гийемино возглавил 13-ю пехотную дивизию (вместо убитого генерала А. Дельзона).
Во время отступления Великой армии к Смоленску корпус (12-13 тыс. чел.) участвовал в боях под Вязьмой, 26 октября (7 ноября) у Дорогобужа свернул с главной дороги и, преследуемый казаками Платова, пошел к Смоленску кружным путем. При переправе через реку Вопь 28-29 октября (9-10 ноября) у Духовщины пришлось бросить 64 орудия и почти весь обоз. Вместо генерала д’Антуара, раненого 26 октября (7 ноября) при переправе через Днепр, 27 октября (8 ноября) командование корпусной артиллерией принял полковник Л. Гриуа.
1(13) ноября войска Богарне вошли в Смоленск, а 3(15) ноября двинулись на Оршу, имея в строю 5000 чел. и 17 орудий, а также много отставших. В бою 4(16) ноября у деревни Мерлино при Красном корпус потерял все орудия и ок. 2200 чел. пленными. В Орше корпусу переданы 30 орудий 5-го армейского корпуса, а также 2 батареи (12 орудий), укомплектованные из арт. парка, а вся пехота сведена в два батальона. При выступлении из Орши 8(20) ноября корпус насчитывал 3000 чел., а под ружьем – не более 500 (Итальянская гвардия). 17(27) ноября остатки корпуса переправились через р. Березина и 30 ноября (12 декабря) покинули пределы России, перейдя через Неман при Ковно. 19(31) декабря удалось собрать в Мариенвердере – 547 офицеров и 1070 солдат. В феврале 1813 корпус расформирован.
Был воссоздан императором в марте 1813 года, и сражался до мая 1814 года.

## Состав корпуса
В кампании 1805 года:
- 1-я пехотная дивизия (дивизионный генерал Луи Сент-Илер)
- 2-я пехотная дивизия (дивизионный генерал Доминик Вандам)
- 3-я пехотная дивизия (дивизионный генерал Александр Легран)
- 4-я пехотная дивизия (дивизионный генерал Луи-Габриэль Сюше)
- бригада лёгкой кавалерии (бригадный генерал Пьер Маргарон)

На 1 апреля 1807 года:
- 1-я пехотная дивизия (дивизионный генерал Луи Сент-Илер)
- 2-я пехотная дивизия (дивизионный генерал Клод Карра-Сен-Сир)
- 3-я пехотная дивизия (дивизионный генерал Александр Легран)
- бригада лёгкой кавалерии (бригадный генерал Этьен Гюйо)

На 1 апреля 1812 года:
- 13-я пехотная дивизия (дивизионный генерал Алексис Дельзон)
- 14-я пехотная дивизия (дивизионный генерал Жан-Батист Бруссье)
- 15-я пехотная дивизия (дивизионный генерал Доменико Пино)
- Итальянская королевская гвардия (бригадный генерал Теодоро Леки)
- 12-я бригада лёгкой кавалерии (бригадный генерал Клод Гюйон)
- 13-я бригада лёгкой кавалерии (бригадный генерал Джованни Виллата фон Виллатбург)

На 16 октября 1813 года:
- 12-я пехотная дивизия (дивизионный генерал Шарль Моран)
- 15-я пехотная дивизия (дивизионный генерал Ашиль Фонтанелли)
- 16-я пехотная дивизия (генерал-лейтенант Фридрих фон Франкемон)

На 17 ноября 1813 года:
- 12-я пехотная дивизия (дивизионный генерал Шарль Моран)
- 13-я пехотная дивизия (дивизионный генерал Шарль Гийемино)
- 32-я пехотная дивизия (дивизионный генерал Франсуа Дюрютт)

## Командование корпуса

### Командующие корпусом
- маршал Николя Сульт (29 августа 1805 – 15 октября 1808)
- принц Эжен де Богарне (19 апреля 1811 – 16 января 1813)
- дивизионный генерал Анри-Гасьен Бертран (12 марта 1813 – 18 ноября 1813)
- дивизионный генерал Шарль Моран (18 ноября 1813 – 12 мая 1814)

### Начальники штаба корпуса
- дивизионный генерал Шарль Салиньи (30 августа 1805 – 3 марта 1806)
- дивизионный генерал Шарль Моран (3 марта 1806 – 13 марта 1806)
- дивизионный генерал Пьер Мерль (13 марта 1806 – 19 сентября 1806)
- дивизионный генерал Жан-Доминик Компан (27 сентября 1806 – 12 октября 1808)
- дивизионный генерал Анри Шарпантье (8 февраля 1812 – 1 июня 1812)
- дивизионный генерал Жан Дессоль (1 июня 1812 – 19 августа 1812)
- бригадный генерал Шарль Гийемино (19 августа 1812 – 24 октября 1812)
- полковник штаба Антуан Дюррьё (24 октября 1812 – 3 марта 1813)
- бригадный генерал Мари-Жозеф Делор (3 марта 1813 – 1 января 1814)
- бригадный генерал Жак Буден де Тромлен (1 января 1814 – 12 мая 1814)

### Командующие артиллерией корпуса
- дивизионный генерал Франсуа Макор (29 августа 1805 – 12 сентября 1805)
- дивизионный генерал Жан Ларибуазьер (12 сентября 1805 – 3 января 1807)
- дивизионный генерал Шарль Дюлолуа (3 января 1807 – 15 октября 1808)
- дивизионный генерал Шарль д’Антуар де Врэнкур (1 апреля 1812 – 18 февраля 1813)
- дивизионный генерал Альбер Тавиэль (18 февраля 1813 – 12 мая 1814)